# Serra de Can Guilera
La Serra de Can Guilera és una serra situada al municipi de Rubí a la comarca del Vallès Occidental, amb una elevació màxima de 327,5 metres.